# 米尔迪塔共和国
米尔迪塔共和国是阿尔巴尼亚北部的一个短暂存在的自治共和国，存在于1921年7月17日—11月20日。1921年6月，马尔卡·乔尼领导米尔迪塔的天主教部落发动叛乱，在普里兹伦宣布建立一个得到南斯拉夫支持的新国家。这次叛乱是对第一次世界大战后成立的阿尔巴尼亚摄政府和议会的回应。